# Flickan i Havanna
"Flickan i Havanna" är en visa med text av Evert Taube publicerad 1922 i samlingen Flickan i Havanna och ett par visor till. Evert Taube själv sjöng in den på grammofonskiva den 8 oktober 1921.
Enligt Evert Taube själv var inspirationen till visan en färggrann bild av en flicka på insidan av locket till en låda havannacigarrer. Bilden kom för honom 1921 i Florens där han skrev den ”på barriären till Ponte Vecchio, när jag såg en dam som vinkade åt en roddare på Arno.”
| ”                            | Visan diktad, musiken ur minnet upptecknad. En visa om huru det täcka könet uppenbarar sig i ett fönster och på detta enkla och oskyldiga sätt så småningom blir ägarinna av en vacker ring, vilken i sista versen pryder hennes hand. | „ |
| – Evert Taube, Dikter, 1955. | |   |

Musiken är den frireligiösa sången ”Är du glad, av hjärtat nöjd” från 1873, med musik av Horatio Richmond Palmer och svensk text av Teodor Trued Truvé. Även frasen "sjung av hjärtat, sjung" är hämtad från denna sång.
"Flickan i Havanna" har i två olika omgångar legat på Svensktoppen. En inspelning av Lill Lindfors låg på listan under perioden 19 mars–17 april 1966, med sjundeplats som högsta placering. En inspelning av Sven-Bertil Taube låg på listan under perioden 25 mars–29 april 1979, med sjätteplats som högsta placering. Även Olle Adolphson och Lasse Tennander har gjort insjungningar av sången.
Sveriges dåvarande jämställdhetsminister Margareta Winberg menade i november 2002 att Taube i många visor förstärker den brist på jämställdhet som fortfarande råder i Sverige och världen.